# Niaqornat Helistop
Niaqornat Helistop (IATA: , ICAO: BGNT) er en grønlandsk flyveplads beliggende i Niaqornat med et græs-gruslandingsområde på 18 m x 27 m. I 2008 var der 251 afrejsende passagerer fra flyvepladsen fordelt på 83 starter (gennemsnitligt 3,02 passagerer pr. start).
Niaqornat Helistop drives af Mittarfeqarfiit, Grønlands Lufthavnsvæsen. Statens Luftfartsvæsen fører tilsyn med flyvepladsen.

## Eksterne links
- AIP for BGNT fra Statens Luftfartsvæsen Arkiveret 24. februar 2012 hos  Wayback Machine